# Euphorbia grandilobata
Euphorbia grandilobata là một loài thực vật có hoa trong họ Đại kích. Loài này được Chiov. mô tả khoa học đầu tiên năm 1932.